# Jortveit
Jortveit este o localitate din comuna Grimstad, provincia Aust-Agder, Norvegia, cu o suprafață de 0,57 km² și o populație de 660 locuitori (2013).